# Il disco rotto/Si lo so
Il disco rotto/Si, lo so è il 52º singolo di Mina, pubblicato il 25 ottobre 1962 su vinile a 45 giri dall'etichetta Italdisc.

## Il disco
Ha due copertine: ufficiale senza articolo sul titolo della prima canzone fronte Archiviato l'8 marzo 2023 in Internet Archive. e retro, ristampata con il titolo corretto fronte e retro. 
È il settimo e ultimo singolo pubblicato nel 1962, ma NON è stato inserito insieme agli altri nell'album Renato pubblicato a fine anno.
Entrambe le canzoni sono contenute nella raccolta su CD Ritratto: I singoli Vol. 2 del 2010.
Queste canzoni sono state utilizzate in altrettanti caroselli realizzati alla fine del 1962 per l'Industria Italiana della Birra.
Nei due brani la cantante è accompagnata da Tony De Vita, che cura anche gli arrangiamenti, con la sua orchestra.
Il disco rotto si trova anche nella raccolta Una Mina fa del 1987.

## Si, lo so
Versione italiana, dell'originale lanciato dalla stessa Mina in tedesco, presente nell'album ufficiale del 1963 Stessa spiaggia, stesso mare e in quello del 1964 Mina Nº 7, oltre che nella raccolta Mina Gold del 1998.
Di questa canzone nel 1963 Mina pubblica su singolo le edizioni:
- in tedesco: titolo Heißer Sand e testo di Kurt Feltz, inclusa, insieme ad altri successi pubblicati in Germania, nell'antologia Heisser Sand del 1996
- in francese: titolo Notre étoile e testo di André Salvet, nella raccolta omonima del 1999
- in spagnolo: titolo Un desierto e testo di Francisco Carreras,[5] nelle compilation Internazionale del 1998 e Mina in the world del 2000.

Questi dischi, eccetto Internazionale e Mina in the world,  appartengono alle rispettive discografie straniere della cantante.

## Tracce
Lato A
1. Il disco rotto – 3:00 (testo: Renato Rascel – musica: Ennio Morricone; edizioni musicali Mascheroni)

Lato B
1. Si, lo so (Heißer Sand) – 3:02 (testo: Mogol, Alberto Testa – musica: Werner Scharfenberger; edizioni musicali Ducale / Orchestralmusic)